# François Morency
 (mai 2018).
Si vous disposez d'ouvrages ou d'articles de référence ou si vous connaissez des sites web de qualité traitant du thème abordé ici, merci de compléter l'article en donnant les références utiles à sa vérifiabilité et en les liant à la section « Notes et références ».
 (août 2022).
Pour les articles homonymes, voir Morency.
François Morency (né le 20 juin 1966 à Québec) est un humoriste, animateur, comédien et journaliste québécois. Il a participé à de nombreux galas Juste pour rire. François Morency a été animateur de Midi Morency, émission diffusée durant sept ans à CKOI-FM, une station de radio montréalaise. Il a également été animateur de La Zone Morency à NRJ 94.3. Quelle taille il est ? 

## Biographie
François a étudié dans le programme Arts et Lettres au Cégep Garneau d'où il sorti diplômé en 1985. Tout en complétant un baccalauréat en journalisme à l'Université Laval en 1988, François Morency fait partie de la ligue universitaire d'improvisation où il se démarque par son grand talent. Deux ans plus tard, il décide de s'inscrire à l'École nationale de l'humour, domaine de prédilection. Par la suite, il remporte les auditions nationales du Festival Juste pour rire. François Morency aura fait de la scène, de l'improvisation, de l'animation, de la télé, et de la radio.
À l'été 1990, il fait partie des scripteurs de la courte deuxième mouture de l'équipe du "Zoo", l'émission matinale très populaire au FM 93 à Québec. Cette deuxième équipe fut créée après le départ des membres vedettes de la première équipe vers une station concurrente. Il travaille, entre autres, en compagnie de Jean-Michel Anctil.
À partir de 1993, plusieurs projets débutent pour François Morency. Il participe à la tournée Juste pour rire qui l'amène partout au Québec, en Ontario et au Nouveau-Brunswick pour une série de 100 spectacles. C'est également en 1993 que François Morency s'envole pour la Belgique afin de représenter le Québec au Festival international du rire de Rochefort. Par la suite, il collabore à l'émission Et Anthony sur le réseau TQS et devient l'animateur des Lundis Juste pour rire.
En 1994, François Morency assure la première partie du spectacle de Céline Dion pour cinq soirs. Il fait également l'animation des Lundis Stand-up comique au Café Campus de Montréal (1994-1995) en plus de collaborer à l'émission Les Midis Fous à CKOI-FM (1994-95-96). Une série de 50 spectacles dans le cadre d'événements variés et de différents festivals vient couronner l'année 1994.
En 1995, François Morency a animé cinq galas du Festival international de la chanson de Granby. Sa carrière d'animateur lancée, il s'empare de l'émission Le Café de l'humour à TQS. Il participe à deux galas du Festival Juste pour rire en 1995 et il présente 75 représentations de son spectacle dans divers congrès et festivals.
François Morency connaît le succès lors des galas du Festival Juste pour rire. En 1996, l'humoriste-animateur remplace Normand Brathwaite comme animateur de l'émission Y'é trop de bonne heure à CKOI-FM pendant 15 semaines. De plus, il présente une série de spectacles à Magog pendant la saison estivale.
En 1997, François Morency assure, pour une seconde fois, la première partie du spectacle de Céline Dion au Centre Molson pour trois soirs. Cette année marque un point important dans la vie de l'humoriste alors qu'il présente son premier one-man-show Les Nouvelles valeurs. C'est un succès. Le spectacle affiche complet pendant 32 soirs à Montréal et une tournée s'amorce. L'animation à CKOI-FM se poursuit et il remplace Normand Brathwaite, Michel Barrette et Richard Z. Sirois (1997-98).
En 2000, il devient le nouvel animateur de l'émission Le point J à TVA alors que l'émission Midi Morency à CKOI-FM a remporté un grand succès pendant 7 ans avant de se terminer, en mai 2011.
2001 se déroule sous le signe du succès pour François Morency. Tout en continuant d’animer quotidiennement Midi Morency à CKOI-FM, François met la touche finale à son deuxième one man show. Été 2001, il présente enfin son nouveau spectacle en primeur tout l’été à la Maison des Arts de Laval. Succès instantané, François bat les records de vente de la salle de spectacle. De plus, le film Nuit de noces, dont il est la vedette auprès de Geneviève Brouillette, arrive sur tous les écrans de cinéma du Québec. Le film devient rapidement le meilleur vendeur au box-office avec 2 millions d’entrées. Automne 2001, après une rentrée montréalaise réussie, François part en tournée au Québec. Il offrira des représentations de son nouveau spectacle jusqu’en 2002.
À l’automne 2003, François Morency devient le nouvel animateur du talk-show de fin de soirée de TVA Merci, bonsoir et poursuit la tournée de son second spectacle. En 2005 débute son troisième one-man show, Morency Live.
Pendant trois années consécutives, François a animé, sur les ondes de TVA, le Gala Artis.
François Morency fait partie de la distribution de l'émission Caméra Café où il interprète le rôle de Marc, un avocat non-voyant.
En 2012, il publie son premier livre, Dure soirée, qui devient rapidement un best-seller.  Avec Dure Soirée - histoires vraies et autre humiliations, François Morency dévoile les histoires cachées mais divertissantes du métier d'humoriste avec la complicité de vingt-sept confrères.
En 2013, il lance son 4e one-man show: Furieusement calme.  Cette même année, il est de l'équipe du Bye Bye 2013 diffusé sur les ondes de Radio-Canada.
En 2014, on lui confie l'animation du 16e Gala Les Olivier.  Puis, à l'automne, François Morency effectue son grand retour à la radio sur les ondes de NRJ en tant que nouveau morning man de la station. NRJ Le Matin connaît un franc succès et François remporte ainsi un Olivier pour sa capsule-radio La Zone Morency qui devient l'automne suivant la nouvelle émission radio du midi sur tout le réseau Énergie. Le 16 décembre 2015, Énergie avertit Morency qu'il lui reste que deux émissions, mettant un terme à son show La Zone Morency, se terminant le 18 décembre 2015.
En 2017, il sort son 2e livre, Discussions avec mes parents, qui fut adapté à la télévision sur la chaîne Radio-Canada en 2018.

## Spectacles

### 2001 -2eone man show
En tournée partout au Québec, le 2e one man show de François Morency compte plus de 200 représentations et reçoit un billet platine

### 2005 - Morency Live
Autre succès pour François Morency, son spectacle Morency Live reçoit un billet platine pour 100 000 billets vendus, en 2008.  Le DVD du spectacle se retrouve même en nomination au Gala Les Olivier, en 2009 pour DVD d'humour de l'année.

### 2013 - Furieusement Calme
Pour souligner ses 20 ans de carrière, François Morency s'offre un 4e one-man show: Furieusement Calme. 

## Filmographie
- 1998 : Km/h  : Rosaire Chiasson, chum de Roxanne
- 2001 : Nuit de noces d'Émile Gaudreault : Nicolas
- 2003 : Merci bonsoir : animateur
- 2006 : Gala Artis : animateur
- 2007 : Gala Artis : animateur
- 2008 : Gala Artis : animateur
- 2014 : Gala Les Olivier : animateur
- 2016 : Gala Les Olivier : animateur
- 2016 : Gala hommage à Michel Côté de Juste pour rire : animateur
- 2017 : Gala Les Olivier : animateur
- 2018 - : Discussions avec mes parents (télésérie de François Morency) : François et Jean-Pierre, jeune

## Récompenses et nominations

### Récompenses
- 2015 : Capsule, Émission de radio humoristique : La zone Morency, François Morency - Gala Les Olivier
- 2013 : Best seller : Dure soirée - 25 000 exemplaires vendus
- 2011 : Émission de radio humoristique de l'année : Midi Morency de François Morency, Éric Nolin, Pierre Prince et Cathya Attar - Gala Les Olivier
- 2010 : Émission de radio humoristique de l'année : Midi Morency de François Morency, Éric Nolin, Pierre Prince et Cathya Attar - Gala Les Olivier
- 2009 : Émission de radio humoristique de l'année : Midi Morency de François Morency et Pierre Prince - Gala Les Olivier
- 2008 : Émission de radio humoristique de l'année : Midi Morency de François Morency et Éric Nolin - Gala Les Olivier
- 2008 : Billet platine - 100 000 billets vendus : Morency Live
- 2006 : Ruban d'Or  : meilleure émission de variétés, Gala Artis, prix remis par L'Association canadiennes des radiodiffuseurs
- 2004 : Billet platine - 100 000 billets vendus  : 2e one-man show
- 2001 : Meilleur vendeur au Box Office du Québec - 2 millions d'entrées  : Nuit de Noces

### Nominations
- 2014 : Meilleur rôle de soutien - comédie, Les Pêcheurs - Prix Gémeaux
- 2014 : Meilleure interprétation - humour, Bye Bye 2013  - Prix Gémeaux
- 2014 : Spectacle humoristique à la télévision, 25 ans de l'École nationale de l'humour, Bye bye 2013 - Gala Les Olivier
- 2014 : Numéro d'humour,Hommage à la mairesse de Lac-Mégantic, de François Morency - Gala Les Olivier
- spectacle de l'année, ADISQ
- 2009 : DVD d'humour de l'année, Morency Live - Gala Les Olivier
- 2006 : spectacle d'humour de l'année, numéro d'humour de l'année et auteur de l'année - Gala Les Olivier